# Szilágyi Péter (politikus)
Szilágyi Péter Zoltán (Budapest, 1981. január 6. –) magyar jogász, politikus, 2010 és 2014 között országgyűlési képviselő (LMP, majd független).

## Élete
Középiskolai tanulmányait a Sárospataki Református Kollégium Gimnáziumában és az Egyesült Királyságban, a folkestone-i Pentvalley Gimnáziumban végezte, Sárospatakon érettségizett 2000-ben. A Pázmány Péter Katolikus Egyetem jogi karának hallgatója lett, ahol 2005-ben szerzett jogász diplomát, majd ugyanitt 2010-ben európai jogi szakjogász képzésen abszolutóriumot szerzett. 
2005-ben a Samsung Elekctro-Mechanics Rt.-nél kezdett dolgozni, majd 2006-tól az Országgyűlési Könyvtár Képviselői Kutatószolgálatának munkatársa volt kutató-jogászként, mezőgazdasági és közjogi területekkel foglalkozott.
2008 októberében lett a Lehet Más a Politika tagja, majd a párt alapító tagja lett. A 2010-es országgyűlési választáson az LMP országos listájának 7. helyéről szerzett mandátumot, az Országgyűlésben az önkormányzati és területfejlesztési bizottság, a mentelmi, összeférhetetlenségi, fegyelmi és mandátumvizsgáló bizottság, illetve az alkotmány-előkészítő eseti bizottság tagja lett, valamint 2010-től 2013-ig az Országgyűlés jegyzője volt. 
2013-ban többekkel együtt kilépett az LMP-ből és csatlakozott a Párbeszéd Magyarországért párthoz, így társaival együtt független képviselő lett. A 2014-es országgyűlési választáson nem szerzett mandátumot.